# Adèle de Flandre
Adèle de Flandre (née vers 1065 - † 1115 est une reine de Danemark devenue duchesse d'Apulie.

## Biographie

### Reine de Danemark
Fille du comte de Flandre Robert le Frison et de Gertrude de Saxe, elle épouse d’abord le roi Knut IV de Danemark en 1080. Son mari est assassiné dans l'église d'Odense par sa propre garde lors d'une révolte populaire en 1086, ce qui oblige Adèle à se réfugier avec son fils Charles auprès de Robert II de Flandre, son frère.

### Duchesse d'Apulie et de Calabre
Jeune veuve, on la donne en épouse en 1092 à Roger Borsa, duc normand d'Apulie (Pouilles) et de Calabre, et fils du célèbre Robert Guiscard. À la mort du duc en 1111, elle exerce la régence au nom de leur fils Guillaume jusqu'en 1115. Après la canonisation de son premier mari, elle envoie à Odense pour l'ensevelissement solennel de ses restes le 19 avril 1101, d'admirables étoffes byzantines, que l'on pouvait encore contempler au XIXe siècle dans la cathédrale.